# 加卢加赫县
加盧加赫縣（波斯語：‎）位於伊朗馬贊德蘭省，首府是加盧加赫。
根據2006年的人口普查結果顯示總人口為39,450人。2011年數據顯示為38,847人。2016年數據顯示總人口為40,078人。